# Soft Guitars
| Recensione | Giudizio |
| ---------- | -------- |
| AllMusic   | [ 1 ]    |

Soft Guitars è un album discografico a nome di Mr. Guitar and Mr. Y, pubblicato dall'etichetta discografica Time Records nel febbraio del 1962.

## Tracce
Lato A
1. They Can't Take That Away from Me – 2:53 (Ira Gershwin, George Gershwin)
2. I Can't Get Started – 2:37 (Ira Gershwin, Vernon Duke)
3. Try a Little Tenderness – 2:53 (Jimmy Campbell, Reg Connelly, Harry MacGregor Woods)
4. Where or When – 2:42 (Lorenz Hart, Richard Rodgers)
5. Skylark – 2:46 (Johnny Mercer, Hoagy Carmichael)
6. Clair de Lune – 2:52 (Claude Debussy: arrangiamento di Al Caiola)

Lato B
1. Imagination – 2:39 (Johnny Burke, Jimmy Van Heusen)
2. More Than You Know – 3:12 (Edward Eliscu, Billy Rose, Vincent Youmans)
3. Stella by Starlight – 3:26 (Ned Washington, Victor Young)
4. 'S Nice – 1:52 (Al Caiola)
5. I Don't Know Why – 2:25 (Roy Turk, Fred Ahlert)
6. Poinsetta – 2:52 (Don Arnone)

## Musicisti
- Al Caiola (Mr. Guitar) - chitarra, arrangiamenti, conduttore musicale
- Don Arnone (Mr. Y) - chitarra
- Frank Carroll - contrabbasso
- Gloria Agostini - arpa

Note aggiuntive
- Bob Shad - produttore (Artists and Repertoire)
- Harry Ringler - coordinatore alla produzione
- John Cue - ingegnere delle registrazioni
- Arnold Meyers - fotografie
- Rosello - dipinto copertina album
- Murray Stein - design album[5]
- Registrazioni effettuate a New York nel 1962[6]